# Instituto Superior Politécnico Jean Piaget de Benguela
O Instituto Superior Politécnico Jean Piaget de Benguela, ou simplesmente ISP Jean Piaget de Benguela, é uma instituição privada de ensino superior de ciência, arte e tecnologia, integrado no universo mais vasto e dinâmico do Instituto Piaget, com presença em Angola e noutros Países de expressão portuguesa, tais como Brasil, Cabo Verde, Guiné-Bissau, Moçambique e Portugal. Com as instalações em Benguela, no Bairro Nossa Senhora da Graça, o Instituto presta serviço à academia e à cidadania, leccionando 19 cursos, dentre os quais 16 graduações e três pós-graduações, recebendo anualmente cerca de 5000 estudantes. O seu corpo diretivo é composto por três membros permanentes, sendo Secretário-Geral, Diretor-Geral e Diretor-Geral Adjunto, ocupados por Mário Rui Marques Ferreira, Carlos Barnabé Upindi Pacatolo e Amilcar Couvaneiro, respectivamente.

## História
O atual Instituto Superior Politécnico Jean Piaget de Benguela é resultado da transformação do então Polo da Universidade Jean Piaget de Angola, que funcionou de 10 de maio de 2004 a 23 de julho de 2012 a coberto do Decreto n.º 44-A/1, de 6 de junho de 2001, do Conselho de Ministros. Nessa altura lecionavam-se as licenciaturas em Direito, Economia e Gestão, Enfermagem e Obstetrícia, Informática de Gestão e Sociologia. 
Em 2012, através do Decreto Presidencial n.º 168/12, de 24 de Julho, extinguiu-se o Pólo Universitário e nasceu o Instituto Superior Politécnico Jean Piaget de Benguela.

## Centro de Estudos e Pesquisa (CESPES)
O Centro de Estudos e Pesquisa (CESPES) é a principal unidade de investigação vocacionado para a gestão da política de investigação científica desta instituição. Através dos diferentes núcleos de investigação, domiciliados nos Departamentos de Ensino e Investigação, garante a materialização das acções de planificação e execução de programas, projectos e das actividades científicas.
Actualmente desenvolve as seguintes linhas de investigação:
- Governação, Democracia e Sociedade Civil
- Língua e Cultura dos Povos
- Ciências da Terra e Ambiente
- Saúde e Qualidade de Vida
- Saúde Mental e Participação Social

## Marcos principais
O ISP Jean Piaget de Benguela veio responder em pioneirismo absoluto à procura da província e da região com recursos inéditos e particularmente solicitados: Sociologia, Economia de Gestão, Informática de Gestão, Enfermagem e Obstetrícia, Electromecânica. O Curso de Engenharia de Refinação de Petróleo, por exemplo, é a única e oportuna antecipação ao ambicioso projecto estatal da Refinaria de Petróleo no Lobito, cuja instalação já está em curso.
Em toda região é a única que pode exibir instalações próprias, construídas de raiz e com um Campus Universitário a todos os títulos imponente e superior a todos os outros da região. Foi o terceiro Instituto a se implantar na região (depois da pública, hoje Universidade Katyavala Bwila e Pólo da Lusíada, hoje Instituto Superior Lusíadas de Benguela). Entretanto, a todos supera em cursos, estudantes e docentes. Recebe estudantes da inteira região (Benguela, Kwanza Sul) e tem cerca de duas centenas de estudantes a residir a mais de 100 ou 150 km, a morar e a trabalhar em municípios distantes.